# Rågeleje
Rågeleje är en ort i Danmark.   Den ligger i Gribskovs kommun och Region Hovedstaden, 50 km nordväst om Köpenhamn. Rågeleje ligger vid havet och antalet invånare är 770. Närmaste större samhälle är Frederiksværk, 17 km sydväst om Rågeleje. 